# Jonas Lindskog (fotbollsspelare)
Jonas Lindskog, född 1 mars 1977, är en tidigare fotbollsspelare. Han är scout i Jönköpings Södra IF. Hans senaste uppdrag innan han började arbeta som scout var att vara huvudtränare i Degerfors IF tillsammans med Stefan Jacobsson. Lindskog var från säsongen 2009 till och med halva säsongen 2016 assisterande tränare för Degerfors IF. 
Under sin spelarkarriär representerade han även Strömtorps IK och KB Karlskoga på A-lagsnivå. Till Degerfors IF kom han inför säsongen 2004. Säsongen 2007 blev han assisterande tränare till Patrik Werner i Degerfors U 21-lag. Tillsammans nådde de framgångar och den 12 november 2008 fick de ta över A-laget. I slutet av juli 2016 lämnade Werner tränaruppdraget.